# Уиндзър Парк
„Уиндзър Парк“ е футболен стадион в Белфаст, столицата на Северна Ирландия.
На този стадион играят домакинските си мачове националният отбор на Северна Ирландия по футбол, както и популярният футболен клуб „Линфийлд“.
Стадионът отваря официално врати през 1905 г. с мач между отборите на „Линфийлд“ и „Гленторан“. През 1930 г. претърпява редица изменения в архитектурната конструкция. Тези изменения са дело на известния британски строителен архитект Арчибалд Лич, планирал вътрешния дизайн и конструкцията на много от британските футболни стадиони – „Стамфорд Бридж“, „Гудисън Парк“, „Айброкс“, „Хемпдън Парк“, „Селтик Парк“ и др. Благодарение на усилията на Лич стадион „Уиндзър Парк“ придобива облика на модерно футболно съоръжение, което може да гарантира сигурността и безопасността на зрителите по трибуните.
През различните години от съществуването си стадион „Уиндзър Парк“ е сменял често своя капацитет от седящи места за публиката. Абсолютният рекорд от запалянковци на този стадион е от 60 000 души. През годините са направени няколко много сериозни инспекции за техническото състояние на спортното съоръжение от УЕФА и ФИФА. Капацитетът на „Уиндзър Парк“ е свит до 20 000 зрители, но на международните мачове на националния отбор на Северна Ирландия могат да присъстват само до 9000 зрители.